# 贝吉利亚斯德拉谢拉
贝吉利亚斯德拉谢拉，是西班牙阿拉贡自治区特鲁埃尔省的一个市镇。总面积14平方公里，总人口20人（2018年），人口密度2人/平方公里。